# Anissa Jones
Mary Anissa Jones  /əˈniːsə/ (West Lafayette, Indiana, 11 de marzo de 1958-Oceanside, California, 28 de agosto de 1976) fue una actriz estadounidense, conocida por haber interpretado el papel de Buffy Davis en la comedia de situación de CBS Family Affair, que duró desde 1966 hasta 1971. Murió de una sobredosis de drogas cuando tenía 18 años.

## Primeros años
Jones nació en West Lafayette, Indiana en 1958 y se crio en Charleston, Virginia Occidental hasta los 5 años. Sus abuelos maternos eran libaneses y el segundo nombre de Jones significa "Little Friend" en árabe. Sus padres se divorciaron antes de que comenzara su carrera como actriz en 1965.
En el momento de su nacimiento, el padre de Jones, John Paul Jones, era licenciado en ingeniería y miembro del consejo de la facultad de la Universidad Purdue, donde su madre, Mary Paula Jones (de soltera Tweel), estudiaba zoología. Poco después del nacimiento del hermano de Anissa, John Paul Jones, Jr. (al que la familia llamaba "Paul"), la familia se trasladó a Playa Del Rey, California, donde John Paul, Sr., consiguió un empleo en ingeniería aeroespacial y Anissa asistió a la Paseo del Rey Elementary School, y posteriormente a la Orville Wright Junior High School.

## Carrera
En 1964, cuando tenía 6 años, Jones apareció por primera vez en televisión en un anuncio. Dos años más tarde, Jones, que era pequeña para su edad, fue elegida para interpretar a Ava Elizabeth "Buffy" Patterson-Davis, de 6 años, en la comedia de CBS Family Affair (1966). En la comedia, Buffy, su hermano gemelo Jody (Johnny Whitaker) y su hermana mayor Cissy (Kathy Garver) son enviados a vivir con su tío Bill (Brian Keith) y su ayuda de cámara Mr. French (Sebastian Cabot), un año después de que los padres de los niños murieran en un accidente de coche (en las notas de la colección de DVD figura por error "accidente de avión"). En 1969, en pleno apogeo de su celebridad cultural juvenil y del éxito televisivo de Family Affair, Jones hizo su única aparición cinematográfica con un pequeño papel en The Trouble with Girls, protagonizada por Elvis Presley. Jones tenía 12 años cuando la serie terminó en 1971.

## Muerte
Poco antes del mediodía del 28 de agosto de 1976, después de salir de fiesta en la ciudad costera de Oceanside, California, con su nuevo novio, Allan "Butch" Koven, y otros la noche anterior, Jones, de 18 años, fue hallada muerta en un dormitorio del piso superior de una casa perteneciente al padre de una amiga de 14 años llamada Helen Hennessy. Los asistentes a la fiesta tenían edades comprendidas entre los 12 y los 22 años, según determinó posteriormente la policía. El informe del forense calificó la muerte de Jones de sobredosis de drogas, que posteriormente se declaró accidental; cocaína, PCP, Quaalude, y Seconal fueron encontrados en su cuerpo durante el examen toxicológico de la autopsia. El informe policial también indicaba un pequeño vial de líquido azul junto a Jones en el lugar de los hechos, que nunca fue identificado. El forense que examinó a Jones informó de que había muerto de una de las sobredosis de drogas más graves que había visto nunca.
Jones recibió un pequeño servicio privado. Fue incinerada y sus cenizas se esparcieron por el océano Pacífico. Al morir dejó 63.000 dólares en efectivo y más de 100.000 en bonos de ahorro (equivalentes a 838.258 dólares actuales).[cita requerida]

### Investigación
La investigación del Dr. Don Carlos Moshos comenzó como un asunto aparte. Los ocupantes del mismo edificio que la consulta de Moshos habían informado de la inusual actividad de pacientes que esperaban en largas colas fuera de su consulta. Según un informe del Torrance Police Department, Moshos extendía más de 100 recetas al día. Un equipo de noticias locales de la KABC visitó su consulta y la encontró llena de jóvenes, algunos de los cuales llevaban esperando más de tres horas para ser atendidos por Moshos. Wayne Staz, el reportero que inició la visita, alegó que las recetas se podían obtener con 5 dólares y "simplemente mostrando una identificación".
Seis días después de la muerte de Jones, Moshos fue detenido en su consulta de Torrance y acusado de recetar Seconal ilegalmente a Jones, entre otros cargos de drogas con ánimo de lucro de una investigación criminal encubierta concurrente. En el lugar de la muerte de Jones había un sobre con la dirección comercial de Moshos, en el que se especificaba una droga encontrada en el informe toxicológico de Anissa (Seconal), su dosis (1,5 gr), cantidad (50) y el apellido del destinatario (Jones). Moshos fue acusado de 11 delitos; Mientras esperaba el juicio, Moshos murió el 27 de diciembre de 1976, cuatro meses después que Jones. Aunque los cargos de asesinato se retiraron antes de su muerte, la familia superviviente de Jones demandó al patrimonio de Moshos por 400.000 dólares; en julio de 1979, el veredicto le declaró responsable en un 30% y a Jones en un 70% de su muerte, y la sentencia resultante se redujo a 79.500 dólares (408.800 dólares en la actualidad).
El padre de Anissa, John Paul Jones, murió el 7 de marzo de 1974, a los 44 años. El 15 de marzo de 1984, el hermano de Jones, Paul, murió de una sobredosis de drogas. Tenía 24 años. La madre de Jones, Mary Paula Jones, falleció en Detroit, Míchigan, por causas naturales el 14 de enero de 2012.

## Filmografía
| Año     | Título                                 | Papel                                 | Notas                                                             |
| ------- | -------------------------------------- | ------------------------------------- | ----------------------------------------------------------------- |
| 1966–71 | Family Affair                          | Ava Elizabeth "Buffy" Patterson-Davis | Papel principal; 138 episodios                                    |
| 1967    | Dateline: Hollywood                    | Ella misma                            | Invitada                                                          |
| 1967    | The Hollywood Palace                   | Ella misma                            | Coanfitriona; S5, EP15 (estrenada el 26 de diciembre de 1967)     |
| 1968    | Rowan & Martin's Laugh-In              | Herself                               | S1, EP8; 3 cameos (estrenada el 11 de marzo de 1968)              |
| 1969    | The Mike Douglas Show                  | Herself                               | Invitada (estrenada el 6 de marzo de 1969)                        |
| 1969    | The Merv Griffin Show                  | Herself                               | Invitada (estrenada el 4 de marzo de 1969)                        |
| 1969    | The Trouble with Girls                 | Carol Bix                             | Una película de Elvis Presley                                     |
| 1969    | The Mike Douglas Show                  | Ella misma                            | Coanfitriona; "Kids' Week" (estrenada el 22 de diciembre de 1969) |
| 1970    | To Rome With Love                      | Ava Elizabeth "Buffy" Patterson-Davis | Episodio: "Roman Affair"                                          |
| 1970    | The Jerry Lewis MDA Labor Day Telethon | Ella misma                            | Invitada                                                          |
| 1971    | The Dick Cavett Show                   | Ella misma                            | Invitada (estrenada el 25 de febrero de 1971)                     |